# Ful·lerà
Un ful·lerà és un hidrocarbur que té forma esfèrica amb fórmula {\displaystyle {\ce {C_{n}H_{n}}}}. Hom pot considerar els ful·lerans com a derivats dels ful·lerens per saturació de tots els enllaços dels carbonis, de manera que no posseeixen dobles enllaços. Per exemple el ful·lerà derivat del buckminsterful·lerè, de fórmula {\displaystyle {\ce {C60}}}, té per fórmula {\displaystyle {\ce {C60H60}}}.

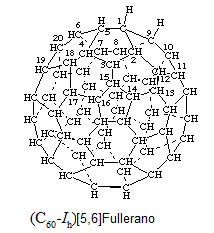
(C_{60}-I_{h})[5,6]Ful·lerà.

El mot «ful·lerà» prové de l'arrel «ful·ler» emprada per anomenar els al·lòtrops del carboni en forma esfèrica, i que ve del nom de l'arquitecte estatunidenc Richard Buckminster Fuller; i de la terminació «–à», emprada en català per anomenar els hidrocarburs completament saturats, això és, amb només enllaços simples, o alcans.
S'han detectat ful·lerans en analitzar el meteorit Allende, que caigué el 1969 a l'estat de Chihuahua, Mèxic, i s'ha detectat en el medi interestel·lar.